# 静岡市立賤機南小学校
静岡市立賤機南小学校（しずおかしりつ しずはたみなみしょうがっこう）は、静岡県静岡市葵区松富三丁目にある公立小学校。

## 沿革
- 1874年（明治7年）
  - 3月7日 - 「積善舎」創立（賤機第三尋常小学校）[1]。
  - 5月25日 - 「脩道舎」創立（賤機第一尋常小学校）[1]。
- 1925年（大正14年）4月1日 - 前校二校を廃止し、現在地に安倍郡賤機村立賤機南尋常小学校として開校[1]。
- 1932年（昭和7年）4月1日 - 賤機村の静岡市編入に伴い、静岡市立賤機南尋常小学校と改称。
- 1941年（昭和16年）4月1日 - 静岡市賤機南国民学校に改称。
- 1947年（昭和22年）4月 - 静岡市立賤機南小学校と改称。

## 通学区域
葵区

| - 下 - 上伝馬の一部 - 福田ケ谷 - 松富上組 | - 松富一丁目の一部 - 松富二～四丁目 - 与一二～六丁目 |

## アクセス
- しずてつジャストライン安倍線 「賤機南小学校前」停留所から、徒歩1分